# Single Center Spring Company
Single Center Spring Company war ein US-amerikanischer Hersteller von Fahrzeugen. Es findet sich auch die Firmierung Single Center Buggy Company.

## Unternehmensgeschichte
Willis Copeland gründete 1886 das Unternehmen in Evansville in Indiana. Thomas B. Jones und J. O. St. John waren seine Partner. Zunächst stellten sie Federn her, dann auch Getriebe. Außerdem wurden Kutschen hergestellt. Um die Jahrhundertwende entstanden einige Automobile nach Kundenaufträgen, für die kein Markenname überliefert ist. Jones und John waren dagegen und verließen das Unternehmen. 1903 wurden Fahrzeuge nach einem Entwurf von Schuyler W. Zent hergestellt, die als Zentmobile vermarktet wurden. Ab 1906 wurden Fahrzeuge für die Windsor Automobile Company produziert.
1906 wurde W. O. Worth der neue Partner, der die Worth Motor Car Manufacturing Company betrieb. In dem Jahr begann die Produktion von Automobilen, die als Single Center vermarktet wurden. 1908 endete die Produktion.
1908 gründete Copeland die Evansville Automobile Company.

## Fahrzeuge der Marke Zentmobile
Schuyler W. Zent war bereits von 1900 bis 1902 als Zent aktiv.  1902 entwarf er ein anderes Fahrzeug, fand aber kein Werk zu dessen Produktion. So wandte er sich an Copeland.
Das einzige Modell hatte einen Einzylindermotor mit Wasserkühlung. Er leistete 8 PS und trieb über ein Planetengetriebe die Hinterachse an. Der Aufbau wird als Buggy mit zwei Sitzen beschrieben. Eine Abbildung zeigt einen Tonneau. Gelenkt wurde mit einem Lenkrad.
1904 gründete Zent die Zent Automobile Manufacturing Company.

## Fahrzeuge der Marke Single Center
Worth war der Designer der Fahrzeuge. Sie waren etwas größer als die bisherigen Fahrzeuge des Unternehmens. Zur Wahl standen zwei Modelle. Gemeinsamkeit war ein Zweizylindermotor, Kettenantrieb und Vollgummireifen. Eine Abbildung zeigt einen Highwheeler mit großen Rädern.
Der 12 HP hatte einen Motor mit 12 PS Leistung. Das Fahrgestell hatte 213 cm Radstand. Der Aufbau war ein offener Auto Buggy.
Daneben gab es den 15/17 HP. Seine Motorleistung war mit 15/17 PS angegeben. Der Radstand betrug 218 cm. Das Fahrzeug war als Roadster karosseriert.
Eine andere Quelle gibt für alle Motoren einheitlich 127 mm Bohrung, 101,6 mm Hub, 2574 cm³ Hubraum und 12 PS Leistung an.
| Jahr      | Modell   | Zylinder | Leistung (PS) | Radstand (cm) | Aufbau     |
| --------- | -------- | -------- | ------------- | ------------- | ---------- |
| 1906–1908 | 12 HP    | 2        | 12            | 213           | Auto Buggy |
| 1906–1908 | 15/17 HP | 2        | 15/17         | 218           | Roadster   |